# Ecuador tiền Colombo

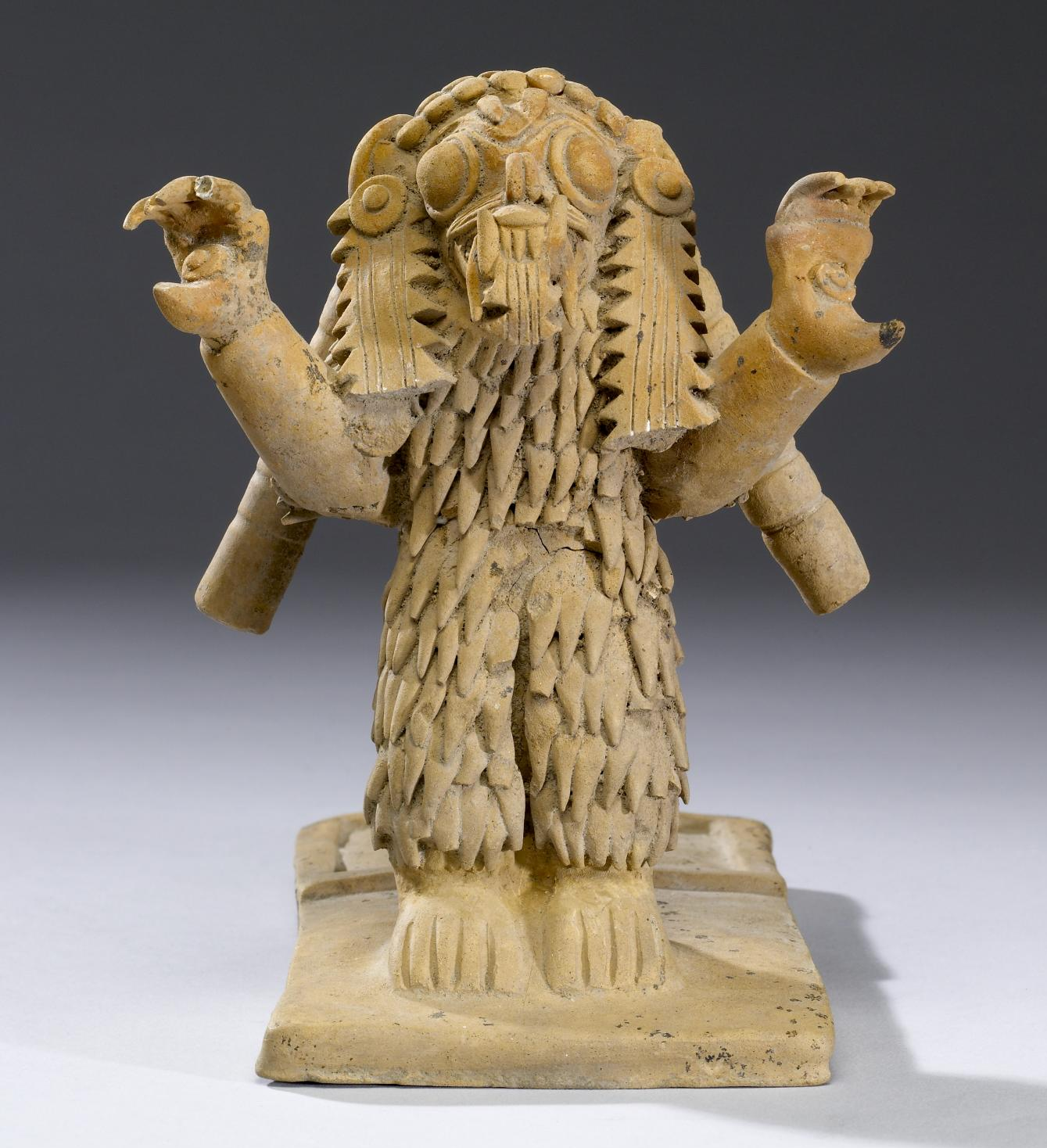
Bức tượng nhỏ Jama-Coaque, 300 TCN-600 SCN.

Ecuador tiền Columbo gồm nhiều nền văn hóa thổ dân khác nhau, tồn tại nhiều nghìn năm trước Vương quốc Inca. Văn hóa Las Vegas của vùng ven biển Ecuador được xem như một trong những nền văn hóa lâu đời nhất của châu Mỹ. Văn hóa Valdivia trong vùng giáp Thái Bình Dương là một nền văn hóa Ecuador được nhiều người biết đến. Các di chỉ khảo cổ Valdivia đến năm 3500 trước Công nguyên đã được tìm thấy dọc theo bờ biển phía bắc Tỉnh Guayas trong thành phố Santa Elena ngày nay.
Giai đoạn tiền Colombo có thể được chia ra thành 4 giai đoạn nhỏ:
- Giai đoạn tiền gốm;
- Giai đoạn hình thành;
- Giai đoạn phát triển địa phương; và
- Giai đoạn hội nhập và tiếp xúc với người Inca.

### Văn hóa Las Vegas

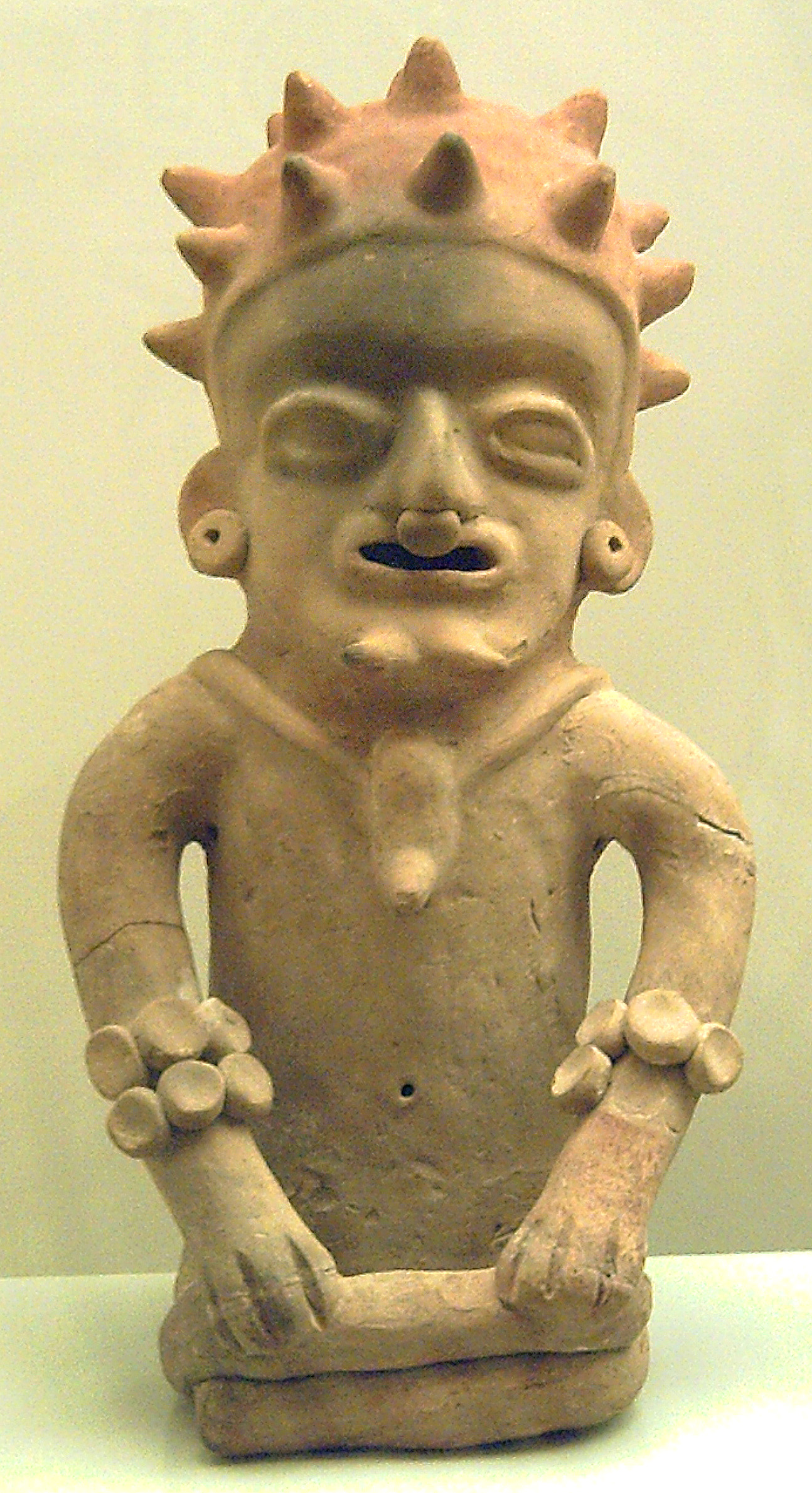
Tượng gốm miêu tả một người đàn ông giàu có đeo trang sức, từ Ecuador. tác phẩm của nền văn hóa Bahía (500 TCN– 500 SCN)

### Văn hóa Machallila

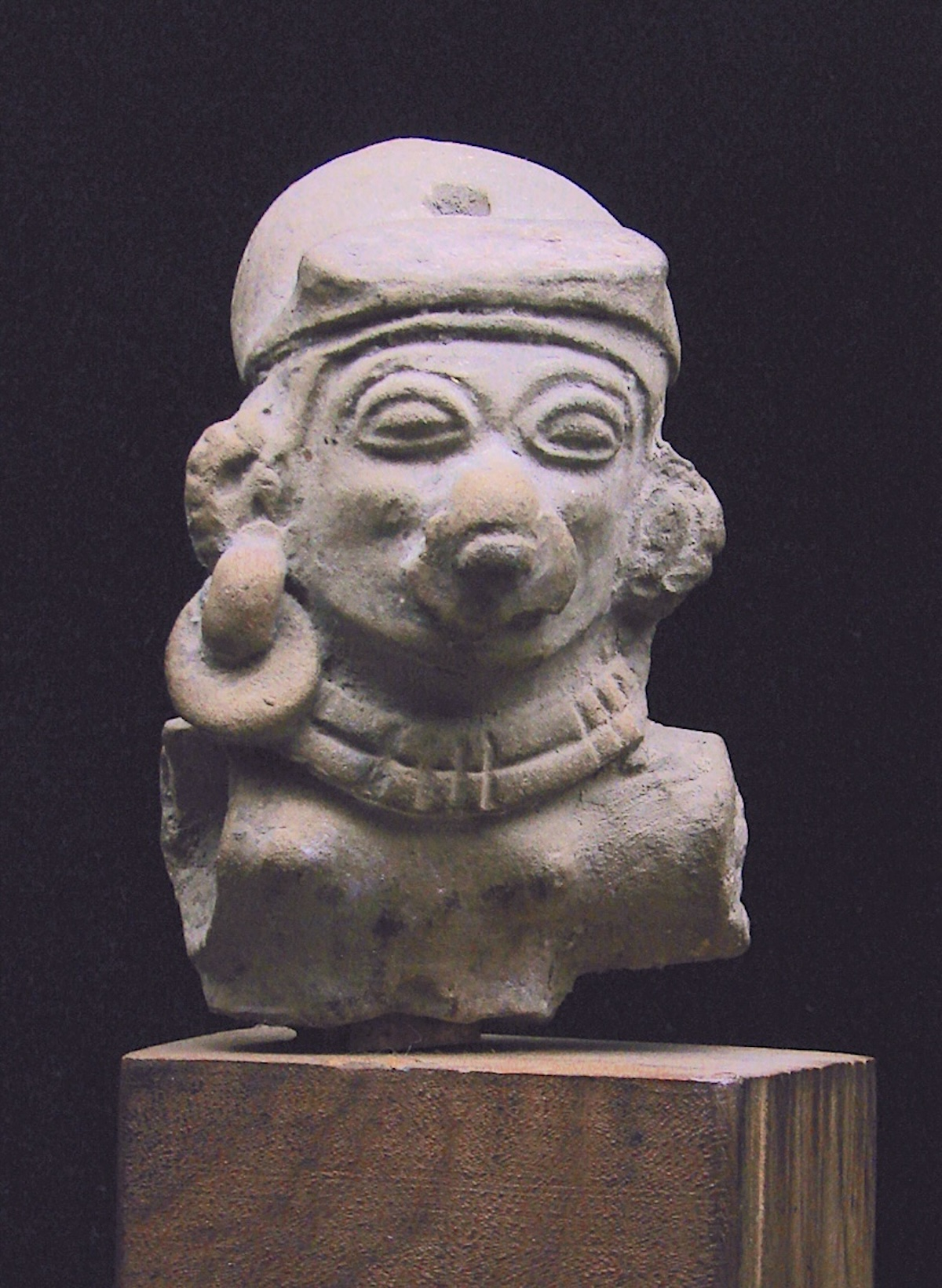
Tượng của văn hóa Chorrera (1800—300 TCN)

## Giai đoạn phát triển địa phương

### Guangala

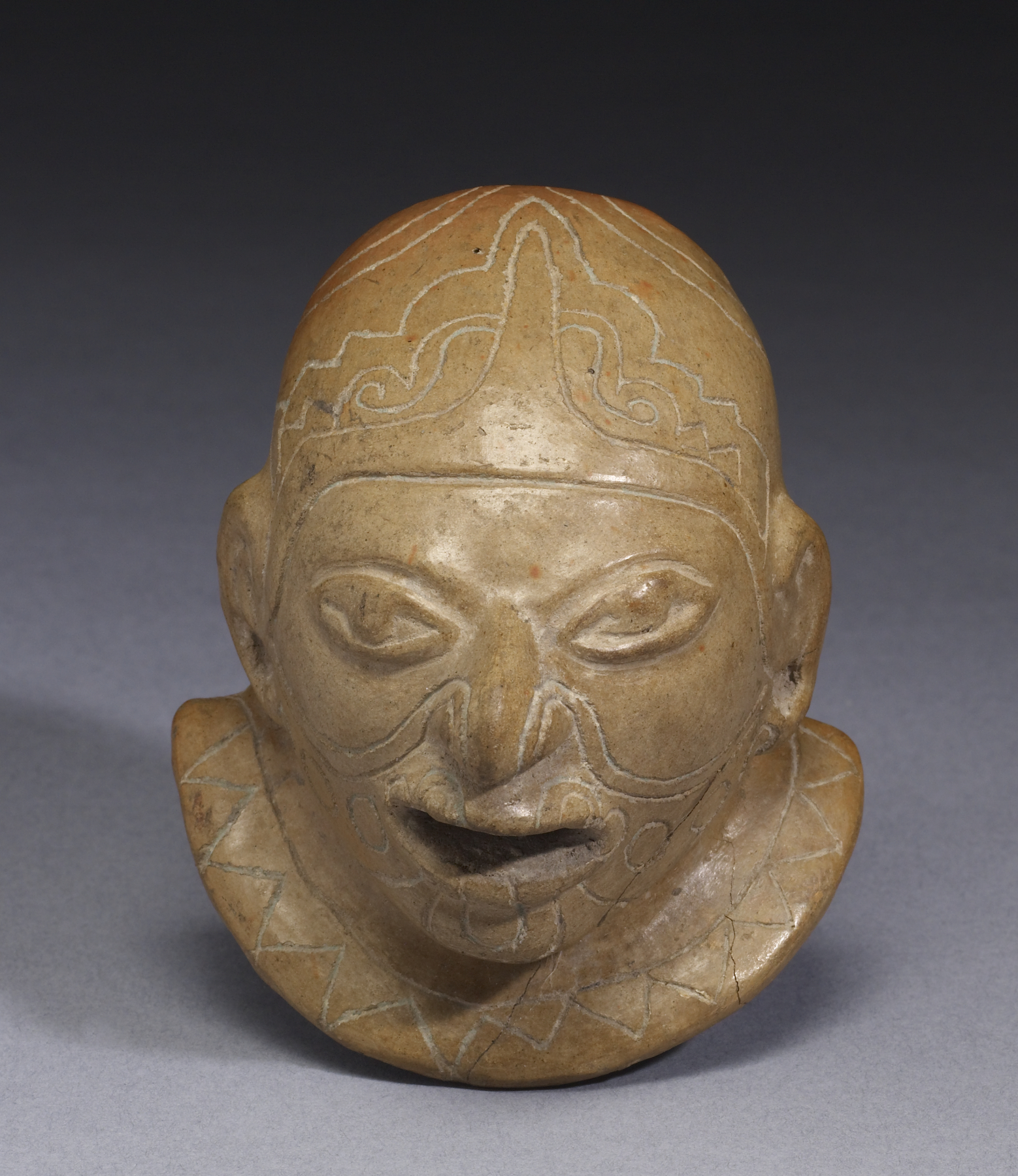
Đầu Guangala tại bảo tàng nghệ thuật Walters

Văn hóa Guangala phát triển thịnh vượng từ năm 100 đến 800 sau Công nguyên tại Tỉnh Manabí.

## Giai đoạn hội nhập và tiếp xúc với người Inca

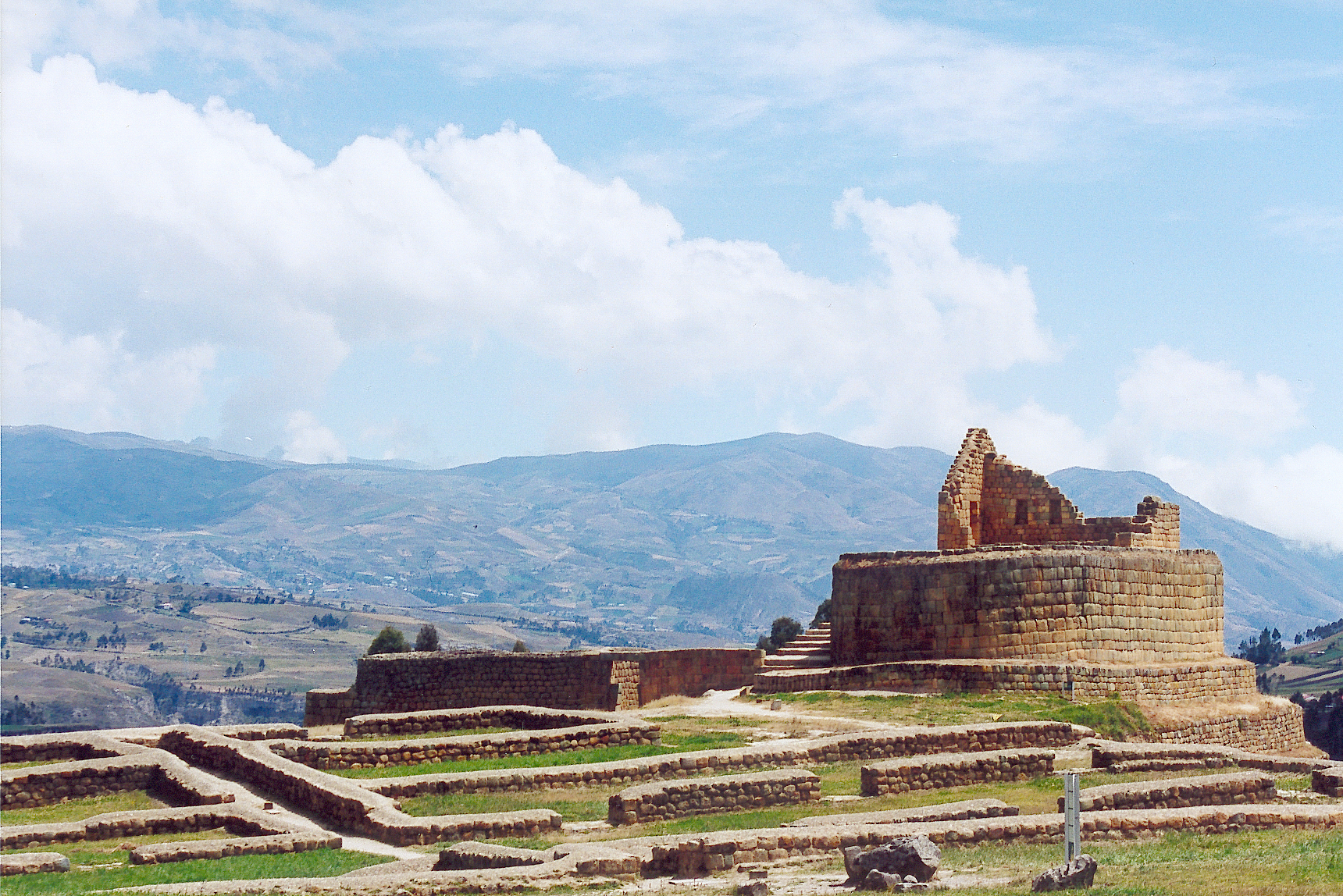
Phế tích Ingapirca gần Cuenca

## Chùm ảnh

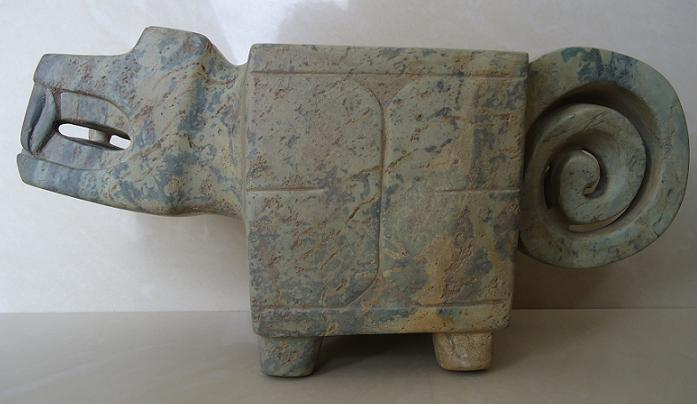
Valdivia-Machalilla jaugar mortar (c. 2000—1300 BC)
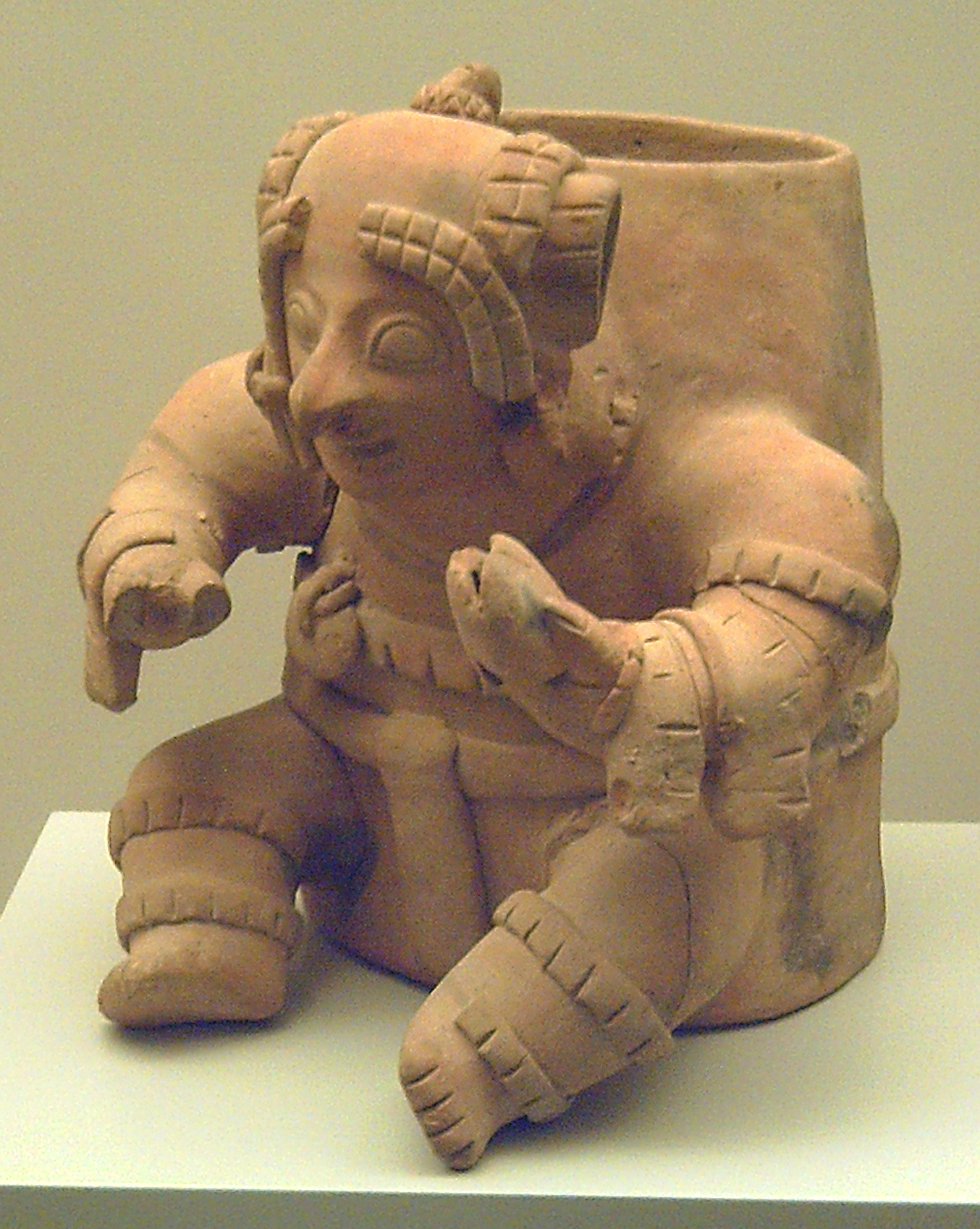
Ceramic vessel with a sitting human figure. Jama-Coaque Culture, of the Regional Development Period (500 BC–AD 500)
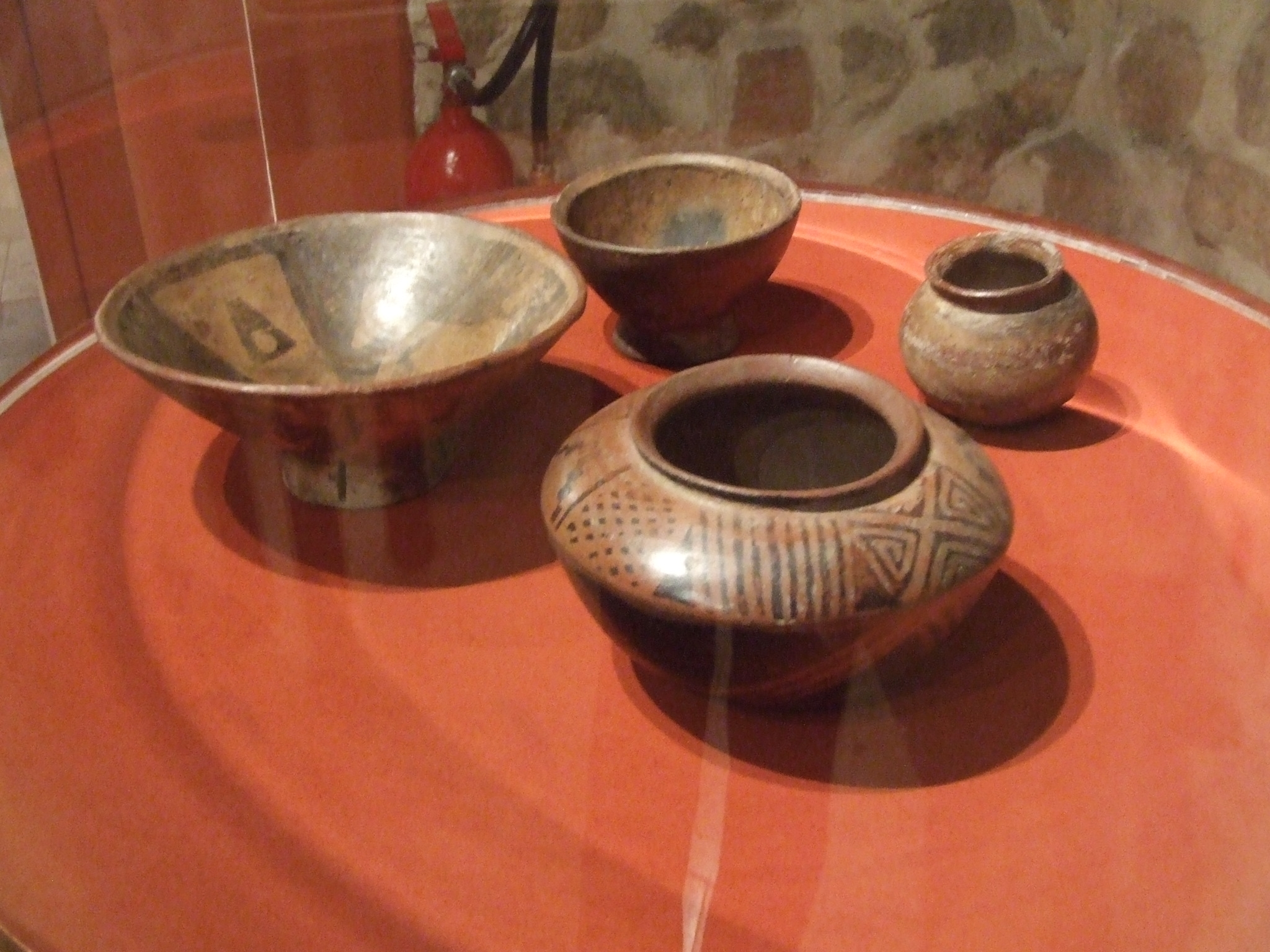
Ceramic bowls of Carchi culture (800-1500)
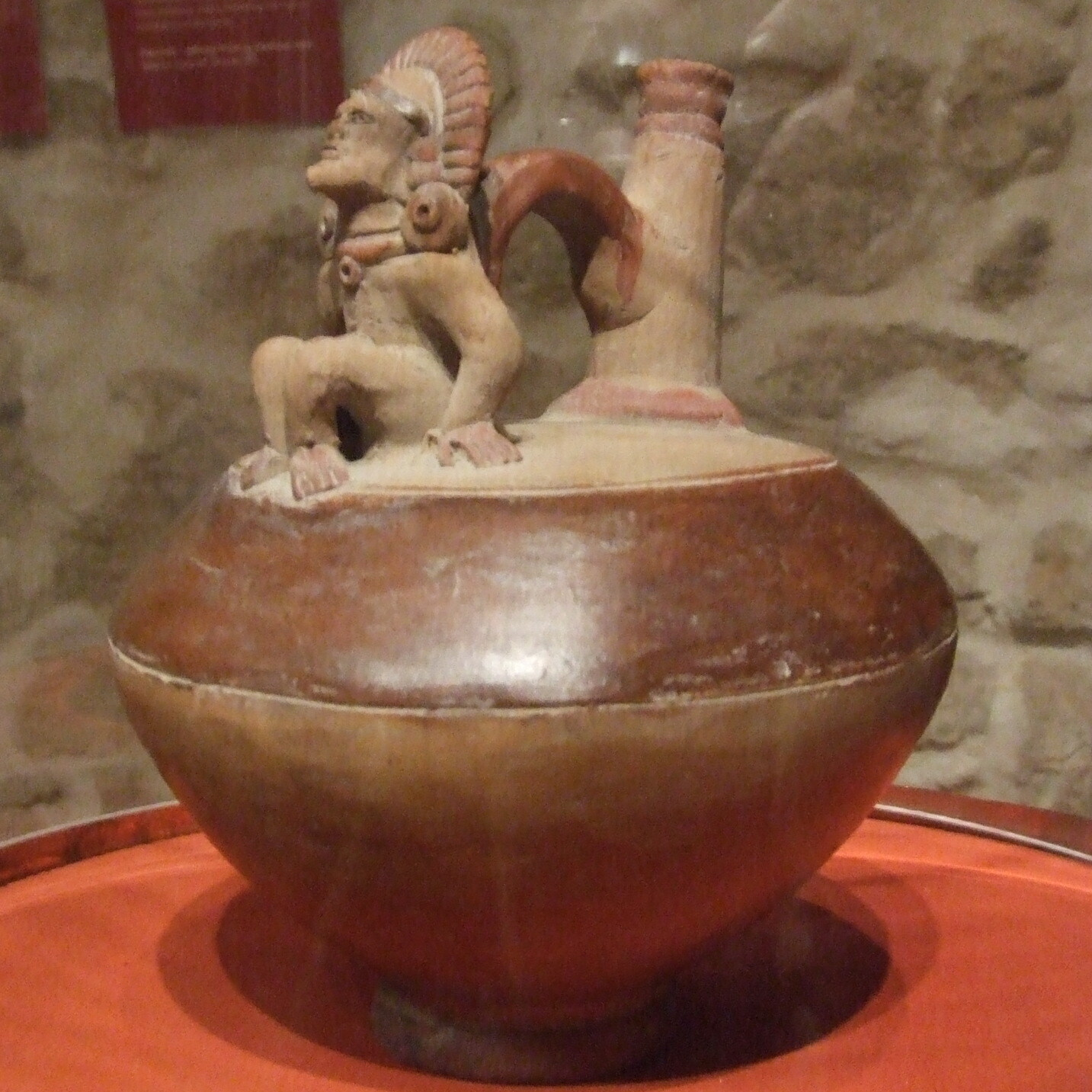
Untesil with a figure from Chorresra culture (900–300 BC)
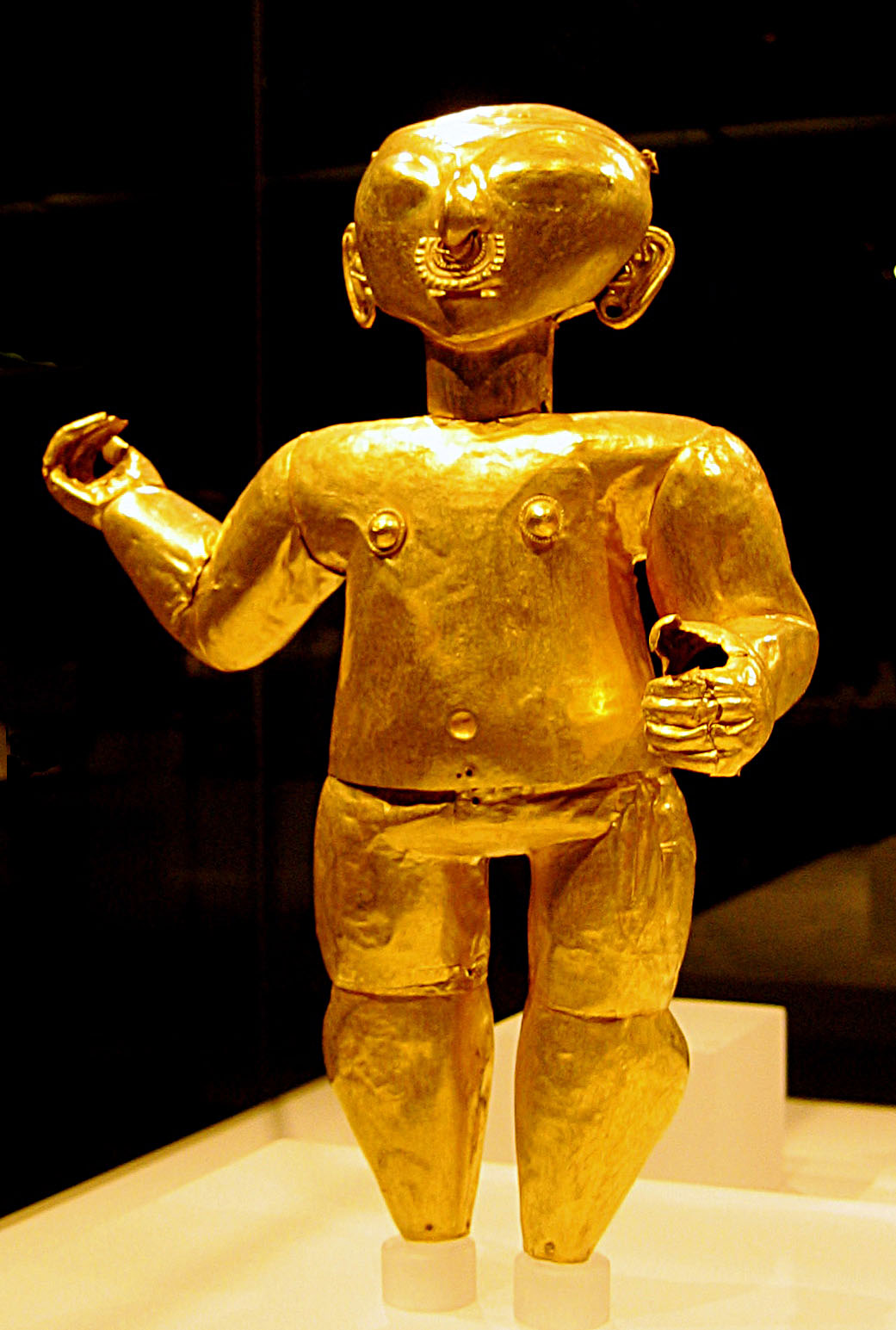
Standing Figure, La Tolita/Tumaco (1st century BC — 1st century AD)
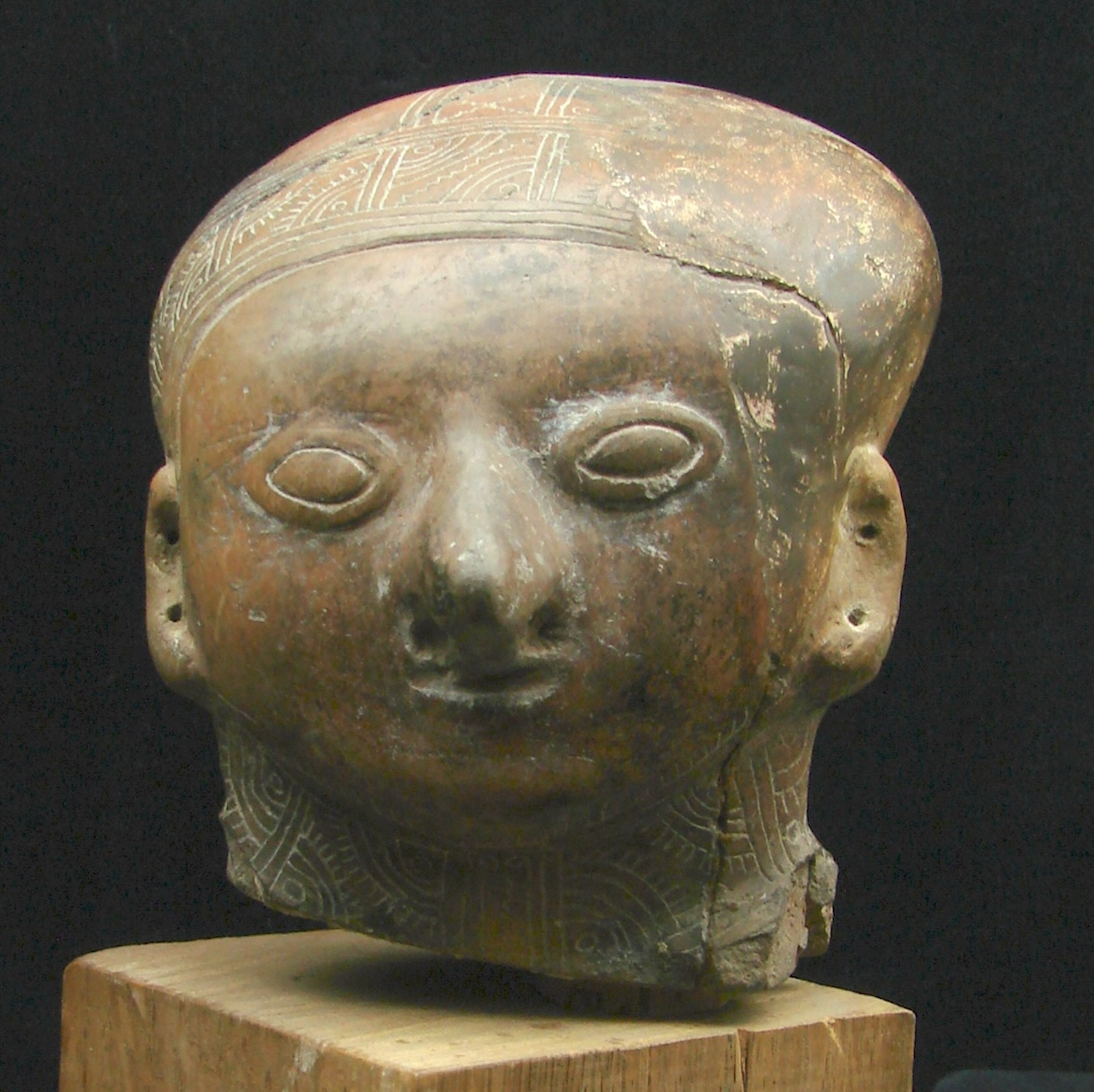
Statue from Chorrera Culture (1800—300 BC)
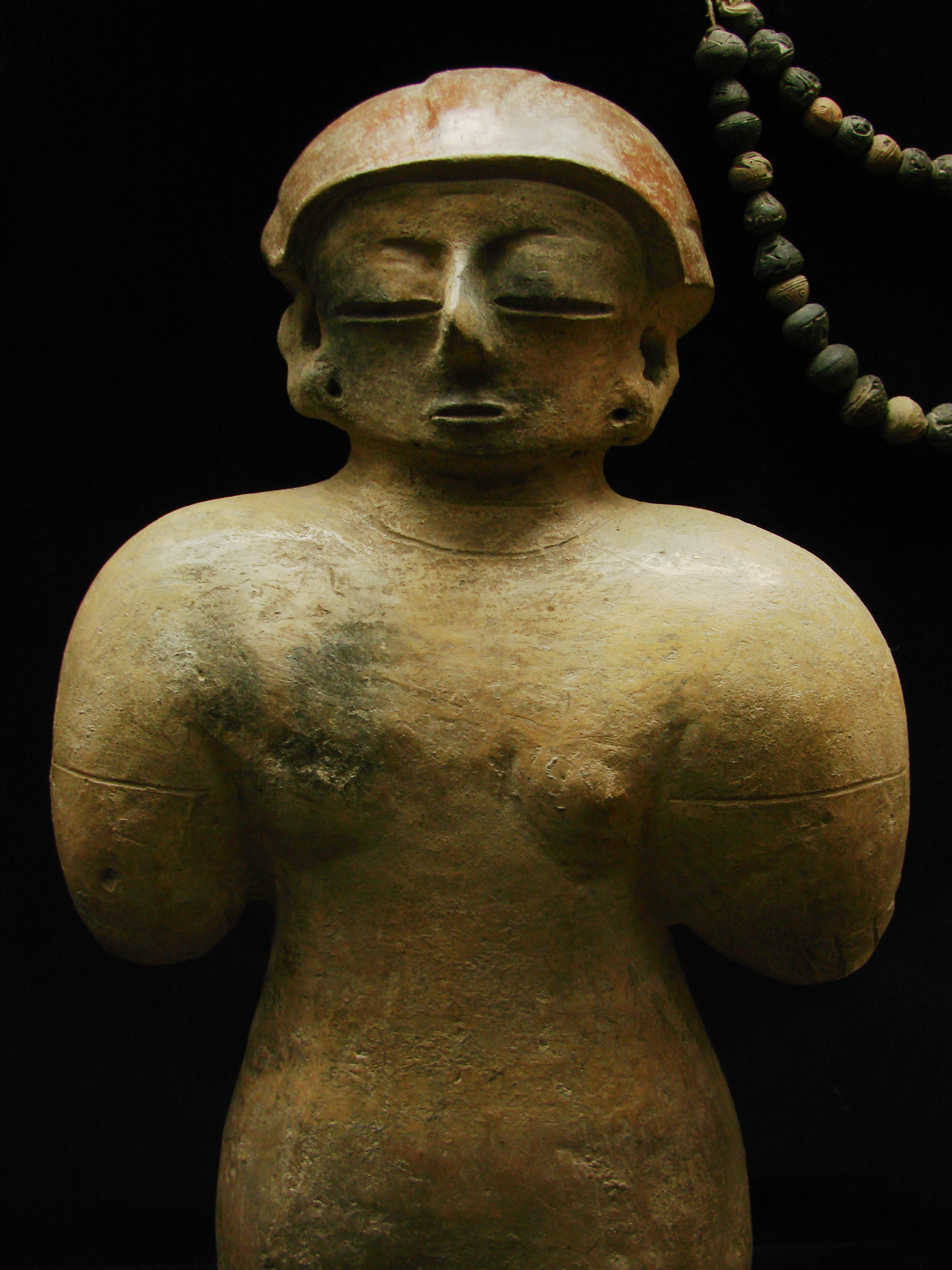
Statue from Chorrera Culture (1800—300 BC)
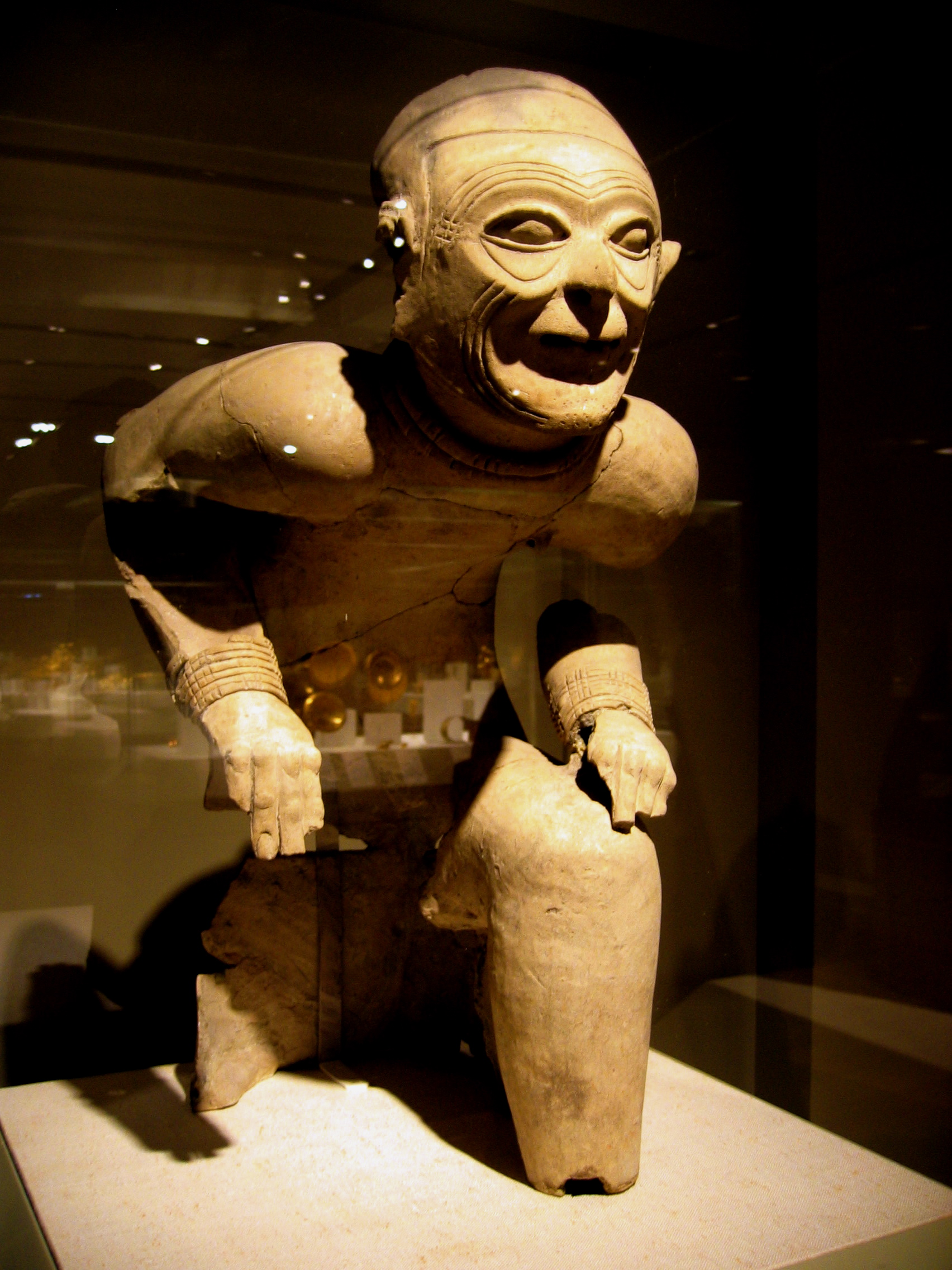
Statue from La Tolita/Tumaco (c. 1 BC)
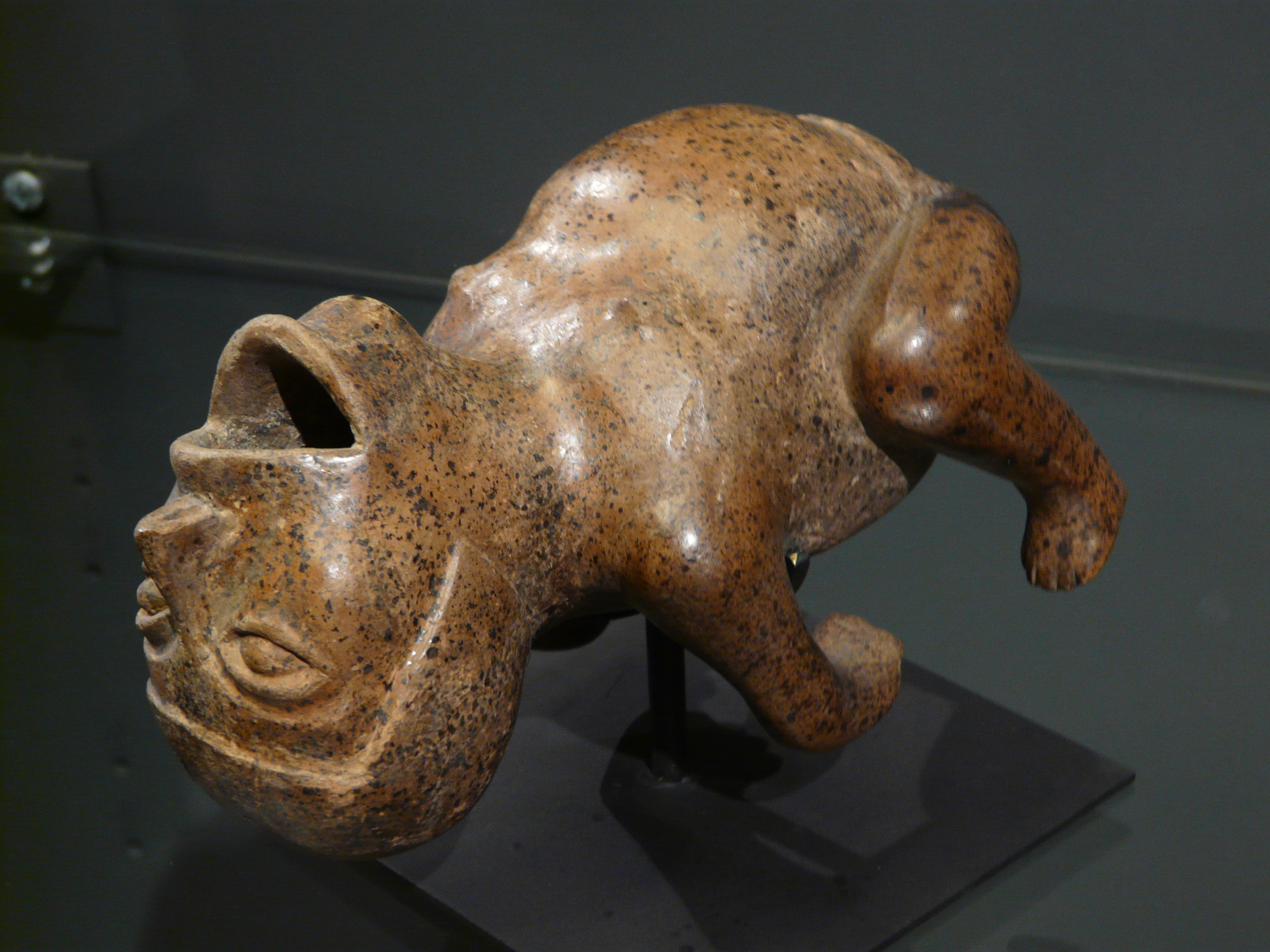
Capulí ceramic sculptor of a contortionist (800—1500)
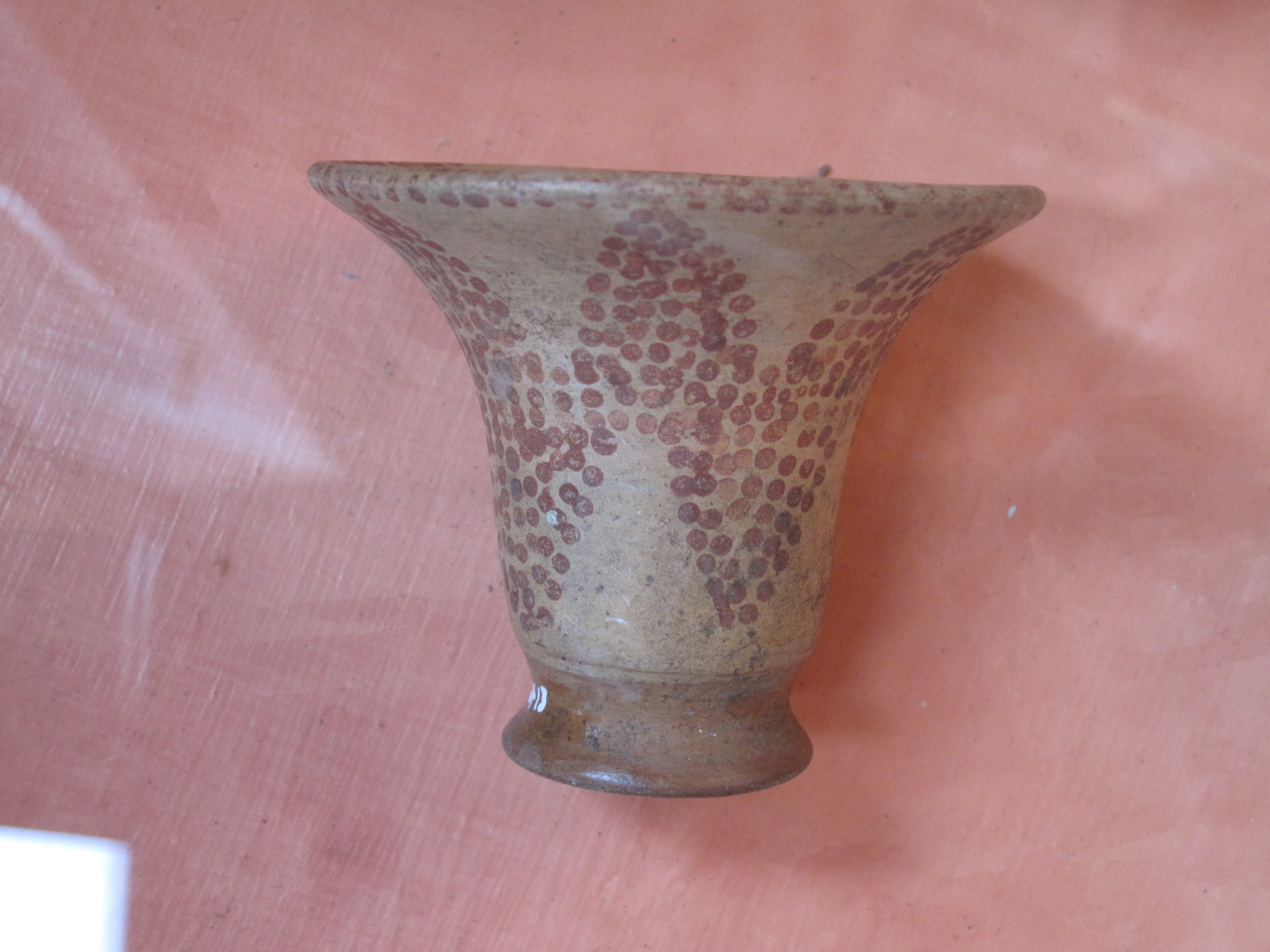
Cashaloma cup with dripped ("goteado") painting, Museo de las Culturas Aborigenes, Cuenca, Ecuador
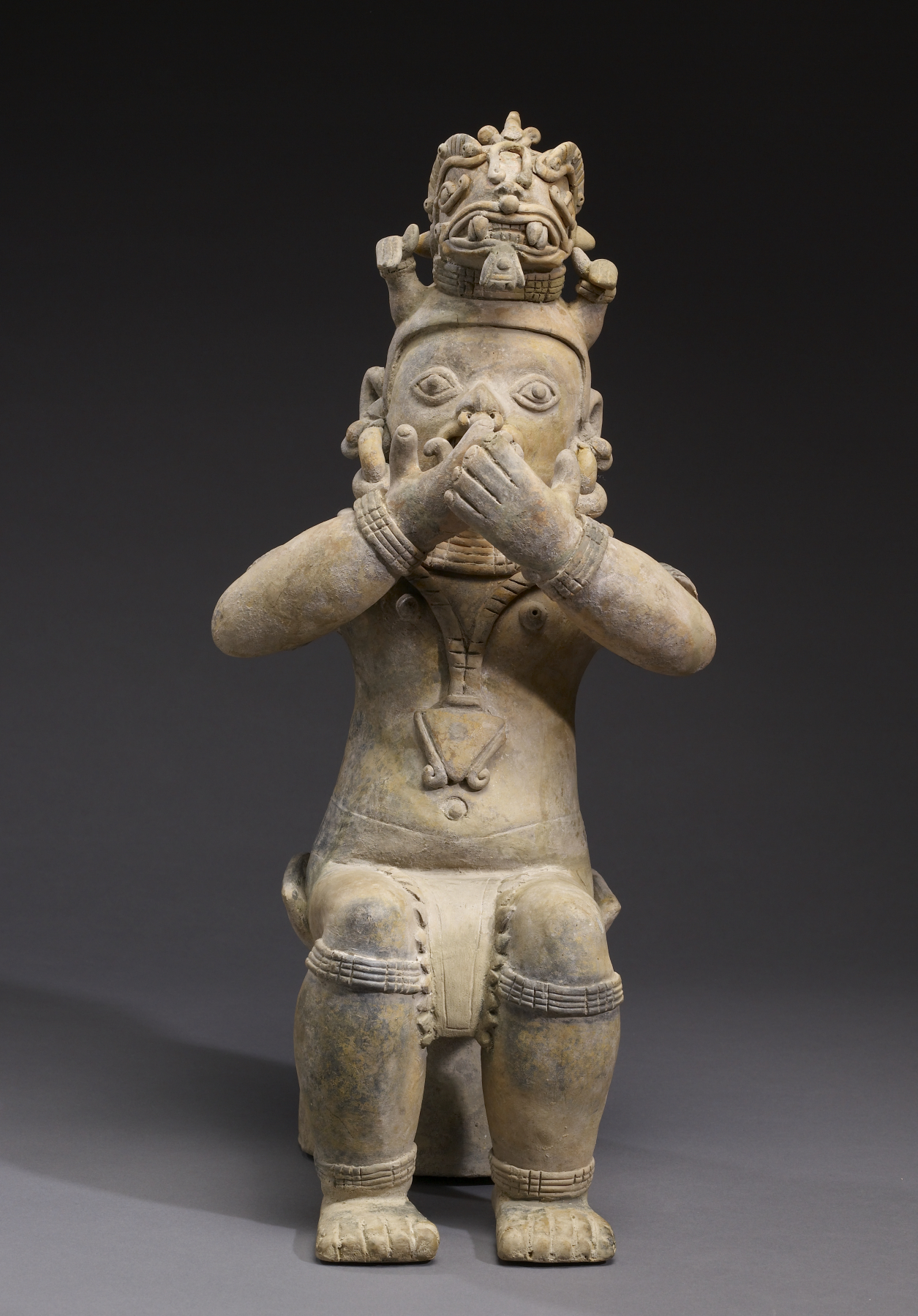
Jama-Coaque figurine, 300 BC-AD 800